# Agromyza viciae
Agromyza viciae är en tvåvingeart som beskrevs av Johann Heinrich Kaltenbach 1872. Agromyza viciae ingår i släktet Agromyza och familjen minerarflugor.
Artens utbredningsområde är Tyskland. Inga underarter finns listade i Catalogue of Life.